# Atrypa
Atrypa är ett fossilt släkte armfotingar, som förekommer i de paleozoiska avlagringarna, med oftast radialstrierat skal och båda skalhalvorna välvda, ibland kan dock ventralskalet vara nästan plant.
Armstöden består av två spiralt inrullade kalkband. Släktet har en av hela världen utbredd förekomst under yngre silur och devon. I Gotlands avlagringar från yngre silur förekommer Atrypa reticularis, beskriven redan av Carl von Linné som ett av de vanligaste fossilen på ön.